# Сафаррая
Сафаррая (ісп. Zafarraya) — муніципалітет в Іспанії, у складі автономної спільноти Андалусія, у провінції Гранада. Населення — 2129 осіб (2010).
Муніципалітет розташований на відстані близько 390 км на південь від Мадрида, 55 км на південний захід від Гранади.
На території муніципалітету розташовані такі населені пункти: (дані про населення за 2010 рік)
- Ель-Альмендраль: 326 осіб
- Рінкон-де-лос-Рейнас: 5 осіб
- Вента-де-ла-Лече: 10 осіб
- Сафаррая: 1788 осіб

## Демографія
Динаміка населення (INE ):

## Галерея зображень

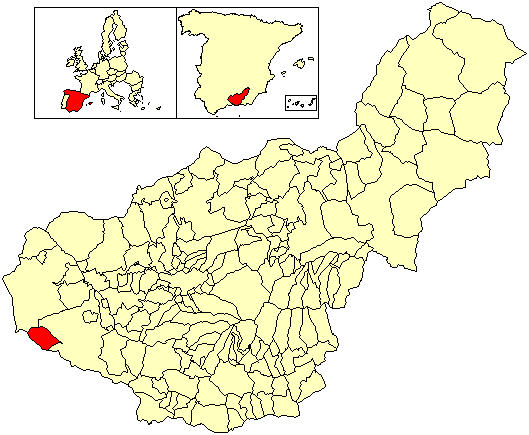
Розташування муніципалітету у провінції Гранада
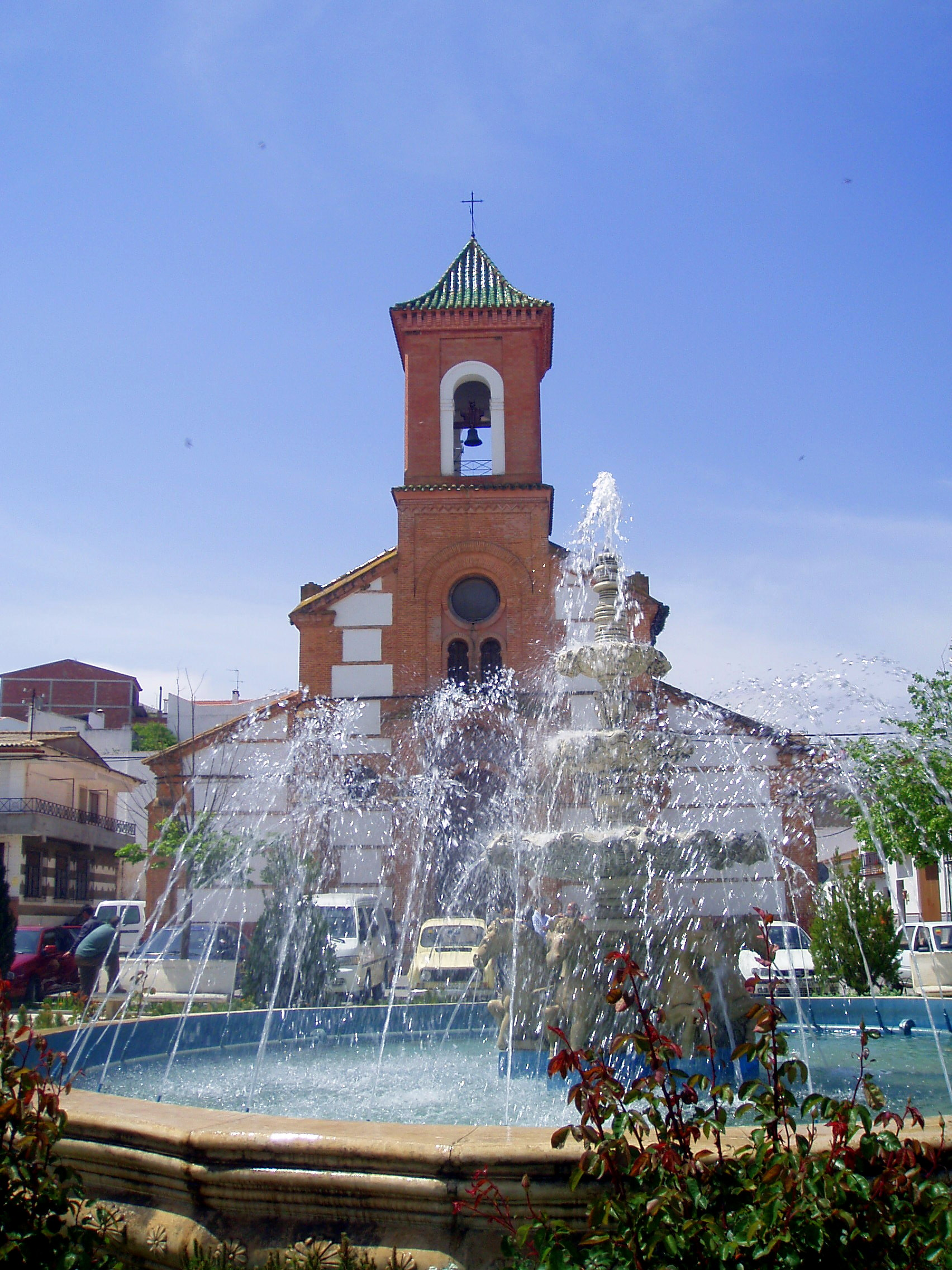
Церква Ла-Інмакулада-Консепсьйон
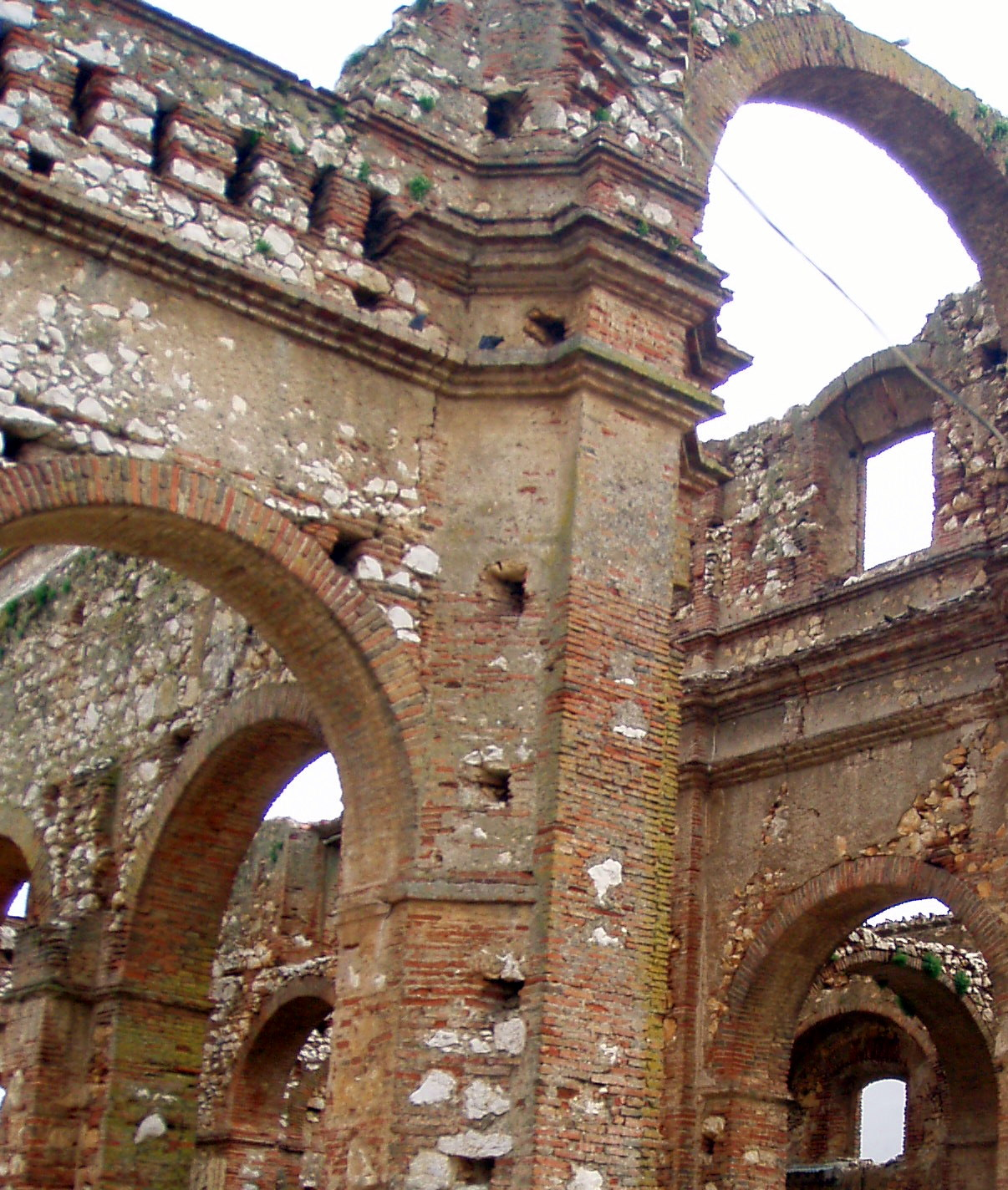
Руїни старої церкви, Сафаррая
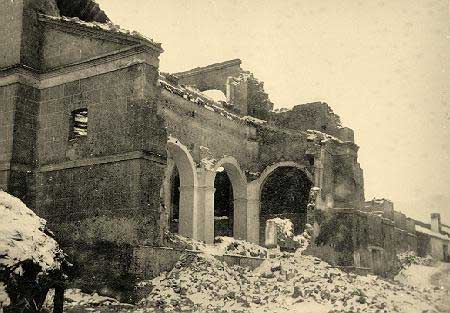
Стара церква після землетрусу 1884 року